# Irma Serrano
Irma Consuelo Cielo Serrano Castro (Comitán de Domínguez, Chiapas, 9 de diciembre de 1933-Tuxtla Gutiérrez, Chiapas, 1 de marzo de 2023), conocida de forma artística como Irma Serrano «La Tigresa», fue una cantante, actriz y política mexicana, también conocida como La Tigresa de la Canción Ranchera.
Se consagró en la década de 1960 como una de las intérpretes más populares de música ranchera. A la par, desarrolló una carrera cinematográfica. 
De 1994 al año 2000, incursionó en la política y formó parte del Senado de México.

## Biografía y carrera
Irma Consuelo Cielo Serrano Castro aunque otras fuentes citan que su nombre realmente es Irma Cielo Consuelo Serrano Castro y Domínguez, nació el 9 de diciembre de 1933 en Comitán de Domínguez, Chiapas, México, aunque otras fuentes citan que su nacimiento realmente fue en Las Margaritas, Chiapas. Sus padres fueron Santiago Serrano Ruiz, apodado «El Chanti», quien fue periodista, impresor, escritor y poeta en Suchiapa y su madre María Castro Domínguez, una mujer rica hacendada propietaria de varias haciendas. De acuerdo a ella, no convivió mucho con su mamá a pesar de que era una mujer muy buena y esto provocaría que llegara a sentir una gran soledad y falta de amor. Es la menor de tres hijos teniendo dos hermanos mayores, Mario y Yolanda Serrano Castro, además de ser prima de la poetisa, Rosario Castellanos. Su gusto por la música fue poco a poco creciendo cuando siendo pequeña y junto a su padre (quien veía un gran potencial musical en ella), pasaba horas practicando canto y recitando diferentes poemas. Con apenas siete años de edad, sus padres se divorciarían. La educación de Serrano se dividió estudiando una parte en Comitán y la otra en Tuxtla. En palabras dichas por ella, siempre fue muy buena para la escuela y su escolaridad abarcó hasta la Universidad donde eligió la carrera de literatura pero no recuerda si llegó a concluirla. También se dedicó al baile, siendo bailarina en un grupo coreográfico bajo la enseñanza de la directora y también bailarina, Chelo La Rué. Sin embargo, Serrano optaría por elegir el canto y se enfocaría principalmente en el género de música ranchera. Decidida a ser artista, alrededor de los catorce años dejaría Chiapas y se trasladaría a la Ciudad de México para vivír con su prima Rosario Castellanos, también conocida como Chayito Castellanos, y así poder cumplir con su ambición. Gracias a Castellanos y sus conocidos famosos, Serrano lograría fácilmente entrar al mundo artístico. En sus inicios, posó desnuda y fue retratada en dos ocasiones por el pintor Diego Rivera entre los dieciséis o diecisiete, aunque una fotografía tomada durante la realización de una de las pinturas menciona que tenía quince. Se dice que en 1950 y con diecisiete años, fue amante del político y entonces gobernador de Veracruz, Fernando Casas Alemán.
En 1962, Serrano firmaría un contrato con la compañía discográfica Columbia Records para comenzar su carrera como cantante. Grabaría canciones como «Canción de un preso», la cual se convertiría en su primer éxito musical, «Prisionero de tus brazos», «El amor de la paloma» y «Nada gano con quererte», pistas que la posicionaron en un buen lugar como cantante al establecer un recórd en ventas. Este mismo año también incursionaría en el cine y comenzaría una carrera como actriz apareciendo en las películas; Santo contra los zombies y El extra.
En 1963, Serrano fue galardonada con varios premios que incluyeron el Trofeo Revelación Folklórica, el Premio Macuilxóchitl en la categoría de «la Cancionista Revelación» y el Trofeo Musa de Radiolandia. Además, participaría en su siguiente filme titulado, Tiburoneros. Un año después en 1964, fue bautizada como «una gran intérprete de la música» recibiendo nuevamente el Trofeo Musa de Radiolandia y el Trofeo del Concurso Nacional de Televisión, reconocimientos que la convertirían en una de las cantantes más exitosas de su época. También aparecería en la cinta El corrido de María Pistolas y grabaría su primer álbum titulado Irma Serano. En 1965, participaría en cinco filmes, los cuales fueron; Gabino Barrera, El zurdo, La conquista de El Dorado, Los sheriffs de la frontera y El hijo de Gabino Barrera.
Varios de sus sencillos estrenados lideraron en la revista Audiomúsica, su canción «Miel amarga» alcanzó el puesto número cinco de popularidad en junio de 1966, «Tierra mala» ocupó el puesto número cuatro en septiembre y «El puente roto» el puesto número cuatro en octubre. Este mismo año, Serrano comenzaría a tener papeles con mayor relevancia en películas, pues en sus anteriores cintas sus apariciones estaban reducidas a pequeños papeles y cameos. Su filmografía continuaría con; Los gavilanes negros, El hijo del diablo y Los malvados. En abril de 1967, su canción «La Martina» llegó al puesto número cinco de popularidad y también se convertiría en la cantante con mayor récord en ventas dentro de la discográfica con la que trabajaba cuando el tema musical, «El chuparrosa», alcanzara un alto nivel de popularidad en agosto del mismo año. De acuerdo a lo citado por algunas fuentes, a partir de 1968, Serrano comenzó a utilizar el seudónimo de la Tigresa, apodo que tomo de una historieta en la cual había protagonizado y fue realizada por el editor José Guadalupe Cruz Díaz. Sin embargo, otras fuentes dicen que la historieta en realidad fue comercializada en los años setenta. De este apodo también surgiría otro con el que igual se le conoce y es la Tigresa de la Canción Ranchera. De igual forma en 1968, participó en los filmes; El caudillo y Los amores de Juan Charrasqueado.

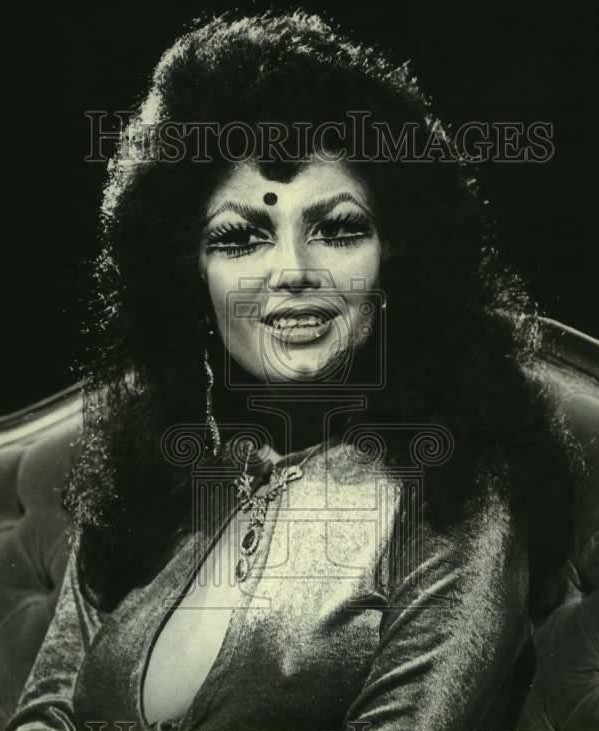
Serrano en 1975.

Serrano continuó su carrera como actriz en 1971, participando en las cintas; La chamuscada (Tierra y libertad) y La venganza de Gabino Barrera. Al año siguiente en 1972, protagonizó la película, La Martina (1972), la cual fue un éxito. Al ver los resultados recibidos por su trabajo como artista, decidió comprar el «Teatro Virginia Fábregas», el cual remodeló y le cambió el nombre a Teatro Fru Fru, donde comenzó a presentarse como actriz de teatro y productora de varias obras teatrales. En 1973 apareció en los filmes; Santo y el águila real, La Tigresa y El monasterio de los buitres. Este mismo año, participó en la obra Naná, adaptación libre de Serrano de la novela homónima. Durante este periodo, se dice que fue espiada por el gobierno mexicano por sus obras teatrales, las cuales eran mal vistas por «promover la pornografía y el vicio». En 1974, participó en su primera telenovela titulada, La tierra. El siguiente año en 1977, tuvo una aparición en el programa de televisión Variedades de medianoche. Este mismo año, la actriz se asoció con el actor y director Alejandro Jodorowsky para realizar la obra teatral Lucrecia Borgia. Sin embargo, diferencias entre los dos provocaron una disputa que causó que ambos produjeran de manera independiente su propia versión de la obra. Serrano continuaría produciendo obras de teatro tales como; Una dama sin camelias y Oh…Calcuta. Para 1978, realizó una aparición especial en la película Noches de cabaret. En 1979, fue invitada especial en la telenovela Yara y produjo la obra La guerra de las piernas cruzadas. En la década de los ochenta, fue parte del elenco en la obra A calzón amarrado de 1980, tuvo una aparición especial en el filme, Lola la trailera de 1983 y se unió al productor y director Pablo Leder para presentar la obra Las Emanuele de 1984, la cual logró ser presentada en el Million Dollar Theatre en Los Ángeles, California. Además, participó en una obra con temática lésbica titulada El pozo de la soledad y protagonizó la película Naná, ambos trabajos realizados en 1985. Adicionalmente y para concluir sus ocupaciones en esta década, apareció en la que sería su última cinta con un papel importante en Las amantes del señor de la noche de 1986 y participó en la serie de televisión ¿Qué nos pasa? de 1987.
Otras obras de teatro realizadas por ella incluyeron; Reclusorio para señoritas, ¡Vampira! y Carmen. Continuaría haciendo apariciones especiales y esporádicas para películas, telenovelas y programas de televisión como Juana la Cubana en 1994, Hospital el paisa en 2004, La madrastra y La hora pico en 2005. Durante la década de los noventa, comenzaría una carrera dentro de la política, ocupando un puesto en el Senado de México y siendo diputada por el estado de Chiapas. Primeramente comenzó a través del Partido Revolucionario Institucional (PRI), después con el Partido de la Revolución Democrática (PRD) y para concluir, de forma independiente. Su periodo de gobernatura fue llevado a cabo de 1994 al año 2000. Sus últimos años los pasó residiendo en Comitán, Chiapas, bajo el cuidado de su sobrino, Luis Felipe García.

## Vida personal
Tuvo una gran afición por las antigüedades. Dicho por ella, nunca contrajo matrimonio porque nadie se lo propuso, pero siempre fue fiel y tranquila en el amor. Se enamoró por primera vez a los doce o trece años de un hombre llamado Jorge la Vega, quien era pariente suyo pero no recuerda si era su primo o tío. Nunca tuvo hijos pero esto no la frustró tanto, pues dicho por ella, «no fue algo que deseara con todo su corazón».
Serrano reveló en su libro autobiográfico A calzón amarrado que fue amante de Gustavo Díaz Ordaz durante su gobierno como presidente de México de 1964 a 1970, quien le regaló una casa en Jardines del Pedregal para tener encuentros y además también la llevaba a Los Pinos (la entonces residencia presidencial en México). El amorío entre ambos comenzó casi un año después de la masacre de Tlatelolco cuando el político recibía amenazas por todo lo sucedido. De acuerdo a lo relatado en el libro La Suerte de la Consorte escrito por la socióloga e historiadora, Sara Sefchovich, mientras que la entonces primera dama y esposa de Ordaz, Guadalupe Borja, se aislaba de su marido al no poder soportar las presiones surgidas por la masacre estudiantil, el presidente aprovechó para iniciar una relación amorosa con Irma Serrano. Por su parte, Serrano relató en su libro cómo conoció al presidente de la siguiente manera: 

En una de tantas reuniones de políticos. Aquel personaje era un don nadie pero llegó a ser el gusano mayor para regir los destinos del país durante seis años. Descubrí que era más atractivo de lo que me imaginaba, no de su físico del cual han hecho tantas bromas, sino por su intelecto. Tiene una personalidad un tanto especial: es simpático, duro a veces, determinante y necio igual que yo.
Palabras de Serrano en su libro de memorias

También aceptó que le tuvo un gran afecto, además de que él le dio todo lo que quiso, la quería mucho y nunca le prohibió hablar de él. Su romance con el político terminaría debido a su esposa, pues a través del secretario de Gobernación, Luis Echeverría, Borja comenzaría a intervenir para boicotear los proyectos que la actriz tenía en el cine, la televisión y la música. Serrano también se atrevió a llevar una serenata a la Residencia de los Pinos, pero no quedó completamente esclarecido si iba dedicada a la esposa de Ordaz debido a su cumpleaños, o era para el entonces presidente. Según lo escrito por Sefchovich en su libro, Ordaz salió de la casa para enfrentarla y dar por concluida la relación. Irma reaccionó de forma violenta dándole una bofetada que le provocó un desprendimiento de retina y los guardias del Estado Mayor Presidencial cortaron cartucho, pero el presidente dejó pasar la agresión. Una de las canciones que interpretó durante este espectáculo fue «Yo Trataba un Casado». Después de lo sucedido, Guadalupe Borja iniciaría una campaña de veto en contra de Serrano y años más tarde cuando se designó al expresidente como embajador de México en España y se le preguntó acerca de su relación con la actriz él contestó lo siguiente: «Fue como tener una experiencia con una totonaca», declaración que la molestó mucho y como venganza publicaría en su libro detalles del enredo que ambos tuvieron. Años más tarde comentaría que vio esta aventura como un amor paternal, pues siempre necesitó de un amor que nunca llegó y a lo más que logró fue que personas mayores se fijaran en ella, además de buscar un tipo de protección que nunca entendió, pero le gustaba sentir. Otros libros publicados y escritos por Irma incluyen; Sin pelos en la lengua y Una loca en la polaca.
En 2002, declaró en un programa llamado La ciudad del sexo que solo se enamoró tres veces y que sus demás conquistas habían sido solo «acostones», además de decir que prefería hombres maduros y homosexuales, pues según lo dicho por ella eran los mejores amantes.
En enero de 2004, Serrano declaró que había perdido un bebé, el cual había fecundado con esperma del empresario Alejo Peralta, con quien tuvo un romance. Pero en 2015 durante una entrevista con Gustavo Adolfo Infante, comento que esto fue mentira. Este mismo año, presuntamente se casó con un hombre llamado José Julián, el cual era más joven que ella, para tiempo después negar el supuesto matrimonio. También se dice que sostuvo amoríos con el conductor Alfonso «Poncho» De Nigris y otro con el político Patricio «Pato» Zambrano, los cuales la envolvieron en polémica debido a la diferencia de edades que ambos hombres tenían con ella. Sin embargo dicho con sus propias palabras, «solo eran amiguitos para pasar el rato y nunca les tuvo cariño, ni tampoco fueron su tipo».
En 2009, fue arrestada por agentes policiales de la Ciudad de México después de presentarse en el programa de televisión Hoy en Tuxtla Gutiérrez, Chiapas, por los delitos de robo y despojo, en una demanda presentada tres años atrás, siendo trasladada por avión a la Ciudad de México. La acusación fue hecha por una mujer llamada María de los Ángeles Gaytán Márquez, con una de las causas siendo un presunto incumplimiento de contrato en el arrendamiento del teatro Fru Fru. Tuvo que pagar una fianza de veinte mil pesos para ser liberada.
Su sobrina Pilar de León quiso despojarla del teatro Fru Fru, además de quitarle dinero y joyas, pero gracias al dictamen de un juez, el inmueble le fue devuelto a Serrano.

### Muerte
El 1 de marzo de 2023, Serrano falleció en un hospital privado de Tuxtla Gutiérrez, Chiapas, a los 89 años de edad, a causa de complicaciones en el corazón. Su cuerpo fue cremado y sus cenizas fueron llevadas a la casa familiar en la que residió los últimos 13 años de su vida, ubicada en el fraccionamiento Buenos Aires, situada al sur poniente de la capital de Chiapas.

## Filmografía selecta

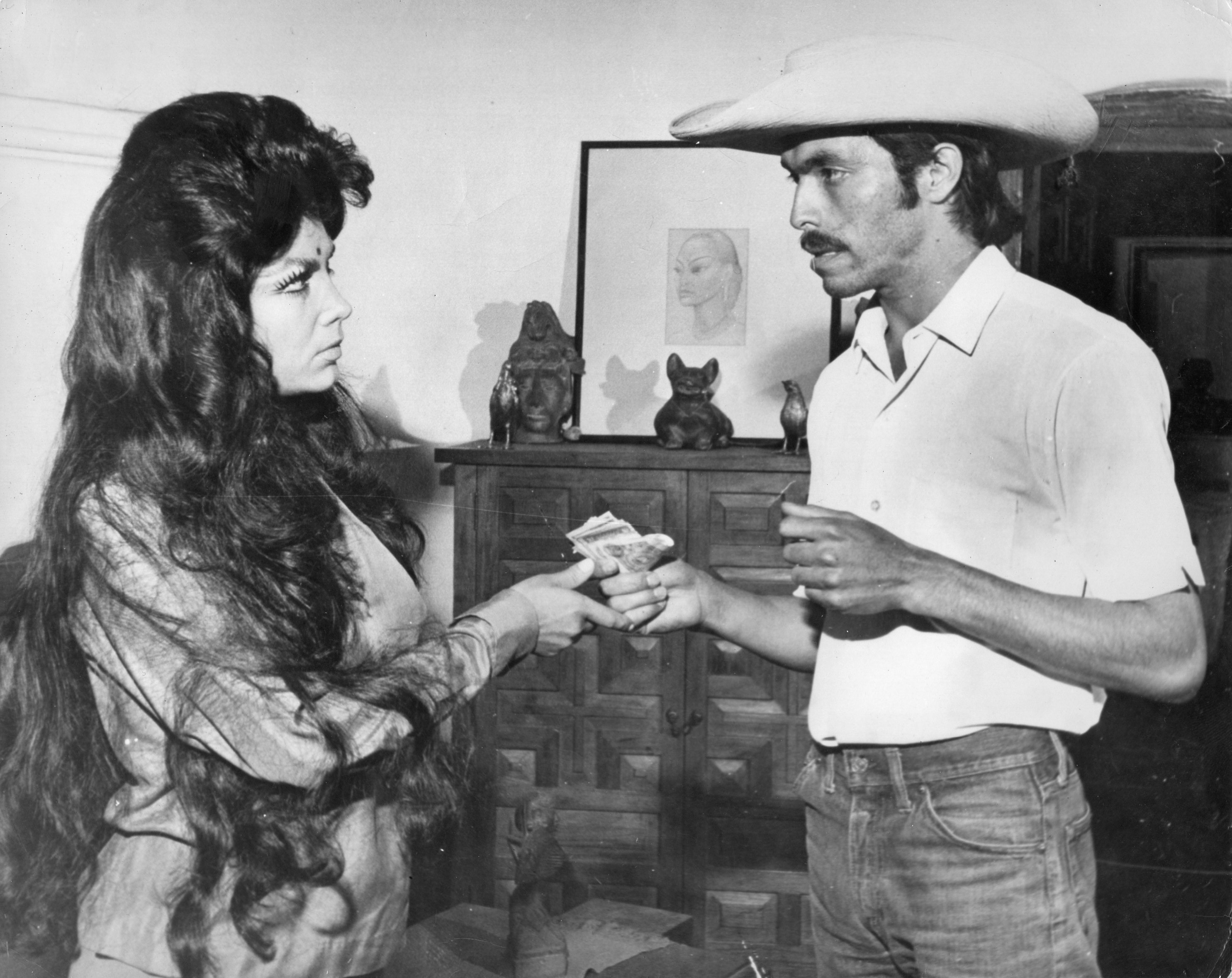
Serrano con Rigoberto Carmona, c. 1968.

### Cine
- Santo contra los zombies (1962)
- El extra (1962)
- Tiburoneros (1963)
- El corrido de María Pistolas (1964)
- Gabino Barrera (1965)
- El Zurdo (1965)
- La conquista de El Dorado (1965)
- Los sherifs de la frontera (1965)
- El hijo de Gabino Barrera (1965)
- Los gavilanes negros (1966)
- El Hijo del diablo (1966)
- Los malvados (1966)
- La venganza de Gabino Barrera (1967) - Estrenada en 1971
- EL Caudillo (1968)
- Los amores de Juan Charrasqueado (1968)
- La Chamuscada (1971)
- La Martina (1972)
- Santo y el  águila real (1973)
- La Tigresa (1973)
- El monasterio de los buitres (1973)
- Noches de Cabaret (1978)
- Lola la Trailera (1983)
- Naná (1985) - Estrenada en 1979
- Las amantes del señor de la noche (1986)

### Televisión
- La Tierra (1974)
- Variedades de medianoche (1977)
- La hora pico (2005)
- La madrastra (2005)

### Teatro

#### Como actriz
- Naná (1973)
- Una dama sin camelias (1977)
- Oh...Calcuta (1977)
- Lucrecia Borgia (1977)
- Yocasta Reina (1978)
- La guerra de las piernas cruzadas (1979)
- A calzón amarrado (1980)
- Las Emanuele (1984)
- El pozo de la soledad (1985)

#### Como productora
- Emanuele (1981)
- Reclusorio para señoritas (1981)
- ¡Vampira! (Emanuele de ultratumba) (1983)
- Carmen (2004)